# Coupé (Fechten)
Ein Coupé ist beim Fechten ein Angriffs- oder Verteidigungsstoß, der über die Spitze der gegnerischen Waffe  hinweg geführt wird. Die Bewegung darf nur aus dem Handgelenk erfolgen, da durch ein Zurückziehen das 
Angriffsrecht verloren ginge. Die Klinge wird rasch angehoben und der Stoß wird über die gegnerische Klinge geführt.
Beim Degenfechten versteht man darunter häufig einfach nur einen Wurfstoß, da das Coupé immer eine sehr schnelle Wurf- oder Schnalzbewegung der Klinge ist. Freie Coupés ohne Klingenkontakt (Bindung) werden häufig als Bingo bezeichnet und sollen vom deutschen Fechter Alexander Pusch eingeführt worden sein.